# Emadeddin Baghi
Emadeddin Baghi là nhà báo, nhà văn, nhà hoạt động nhân quyền nổi tiếng người Iran. Ông là người sáng lập và lãnh đạo Ủy ban bảo vệ các quyền của tù nhân và "Hội quyền của những người bảo vệ cuộc sống" (Society of Right to Life Guardians) ở Iran. Ông cũng là tác giả của 20 sách, trong đó có 6 quyển bị cấm ở Iran.
Baghi bị cầm tù vì các bài viết về Chain murders of Iran, xảy ra trong mùa Thu năm 1998, rồi bị giam tù lần nữa hồi cuối năm 2007 với các cáo buộc "hoạt động chống lại an ninh quốc gia". Theo gia đình và các luật sư của ông, Baghi đã bị gọi ra tòa án 23 lần kể từ khi được phóng thích trong năm 2003. Ông cũng bị tịch thu thẻ hộ chiếu, và tờ báo của ông bị đóng cửa. Vợ và con gái ông cũng bị án tù treo. Baghi lại bị bắt ngày 28.12.2009 vì các cáo buộc liên quan tới một cuộc phỏng vấn Grand Ayatollah (đại giáo chủ) Hussein-Ali Montazeri. Sau đó ông được thả ra, rồi bị bắt lại ngày 5.12.2010.

## Bị bắt và bị tù
Emadeddin Baghi đã nhiều lần bị bắt giam như một tù nhân chính trị:
- Năm 2000 bị Tòa án Cách mạng Hồi giáo xử phạt 3 năm tù do các cáo buộc của Bộ Tình báo và Đài truyền hình quốc gia[4] về tội "gây nguy hiểm cho an ninh quốc gia" do những bài viết về vụ viết hàng loạt những nhà trí thức bất đồng chính kiến ở Iran trong cuối thập niên 1990. Ông ngồi tù 2 năm, và được hoãn 1 năm[2].
- Một năm án treo do thẩm phán Babayee của Tòa án Cách mạng ban hành năm 2003 về tội "gây hại cho an ninh quốc gia" và "in những điều dối trá" trong quyển The Tragedy of Democracy in Iran (Bi kịch Dân chủ ở Iran) của ông.[2]
- Án tù 1 năm về tội "hoạt động chống lại an ninh quốc gia", ban hành ngày 15.10.2007, khi ông bị Tòa án Cách mạng Tehran triệu tập tới về tội "truyên truyền chống nước cộng hòa Hồi giáo" và "tiết lộ thong tin bí mật quốc gia". Bản án này đã bị các luật sư Iran, nhà bảo vệ nhân quyền đoạt Giải Nobel Hòa bình Shirin Ebadi, và tổ chức Phóng viên không biên giới chỉ trích.[5] Baghi đã từng phản đối đợt xử tử treo cổ công khai là một phần của chiến dịch do nhà chức trách thi hành nhằm cải thiện "an ninh xã hội". Một năm trước khi bị bắt và bị xét xử, Baghi đã viết một thư ngỏ gửi các nhà lãnh đạo các đảng cải cách, chê trách thái độ im lặng của họ trước các vụ xử tử bằng cách treo cổ gia tăng.[6]
- Baghi nằm trong số nhiều nhà báo và nhà cải cách bị chính phủ Iran giam giữ ngày 28.12.2009 tiếp theo các vụ đàn áp dữ dội những cuộc biểu tình phản đối ở Ashura.[7][8]

## Các tổ chức
Emadeddin Baghi đã lập ra 2 tổ chức phi chính phủ ở Iran: Ủy ban bảo vệ các quyền của tù nhân năm 2003 và "Hội quyền của những người bảo vệ cuộc sống" (Society of Right to Life Guardians) năm 2005. Hai tổ chức này đã lập ra các báo cáo về tình trạng những tù nhân Iran và thu thập các dữ liệu về những vụ án tử hình ở Iran.

## Vấn đề sức khỏe
Baghi bị bệnh tim nặng và bệnh thận. Ngày 7.8.2008, một bác sĩ coi sóc tù nhân đã khẩn khoản đề nghị đưa ông tới bệnh viện để được điều trị. Cùng ngày, nhà chức trách chuyển ông tới khu biệt giam 209 của nhà tù Evin, nơi các nhân viên tình báo đã thẩm vấn ông trong 3 tuần lễ. Vì tình trạng sức khỏe của Baghi trở nên xấu hơn nhiều, nên ngày 16.9.2008, nhà chức trách đã thả ông ra để điều trị thuốc thang.

## Giải thưởng và Vinh dự
- Năm 2004 ông được trao Civil Courage Prize (giải Dũng cảm dân sự) - chung với Lovemore Madhuku, chính trị gia đối lập người Zimbabwe – nhưng bị cấm rời khỏi Iran để đi nhận giải.[10]
- Năm 2005 ông được chính phủ Pháp tặng Giải Nhân quyền, nhìn nhận công lao của ông trong đấu tranh chống tội tử hình.
- Tháng 4 năm 2008, Baghi được báo chí Anh tặng giải "Nhà báo quốc tế của Năm"nhưng bị chính phủ Iran cấm không cho tới London nhận giải.
- Năm 2009, Baghi đoạt Giải Martin Ennals. Giải này được trao hàng năm ở Genève bởi liên hiệp 10 tổ chức nhân quyền quốc tế, trong đó có Ân xá Quốc tế, Tổ chức Theo dõi Nhân quyền và Front Line (tổ chức bảo vệ Nhân quyền của Ireland), cho những người bảo vệ nhân quyền hiện đang bị nguy hiểm tính mạng. Tuy nhiên Baghi lại cũng bị chính phủ Iran từ chối cho phép tới Genève dự lễ trao giải.[11][12]
- Tổ chức Ân xá Quốc tế đã gọi ông là tù nhân lương tâm.[13]

## Tác phẩm
Trong số những tác phẩm đã xuất bản của Baghi có các quyển:
- The Tragedy of Democracy in Iran (Bi kịch dân chủ ở Iran)
- Clerics and Power (Giới giáo sĩ và Quyền hành)
- The Right to Life (Quyền được sống), trong đó ông biện luận là không có những đòi hỏi tuyệt đối phải có án tử hình trong Sharia hoặc trong thơ Qur'an. Baghi đã bị thẩm vấn và bị tù nhiều lần vì những bài báo ông viết dùng làm luận cứ được tập hợp trong sách này. Sách này bị cấm ở Iran, nhưng đã được dịch sang tiếng Ả Rập.[14]